# Bloemkoolzwam
De bloemkoolzwam (Ramaria botrytis) is een zwam behorend tot de familie Gomphaceae die voorkomt in loofbossen op lichte, warmere plekken. Hij is mycorrhizavormend, vooral met Fagus en eiken (Quercus), in vochtige loofbossen en lanen op voedselrijke, kalkhoudende leem- of kleibodems.

## Kenmerken

### Uiterlijke kenmerken
Het vruchtlichaam is 3 tot 20 cm hoog en breed. Het heeft een korte, witte steel die bijna bolvormig van vorm is. Hij vertakt zich in een aantal sterke, gebroken witte takken die omhoog gaan, maar meestal licht gebogen zijn. De bovenste takken zijn bordeauxrood van kleur of vervaagd; op oudere leeftijd zijn ze bruingeel gekleurd. Het sappige vruchtvlees is zeer bros en witachtig tot geelachtig en roodachtig aan de takpunten.
De zwam smaakt erg bitter en heeft een laxerende werking.

### Microscopische kenmerken
De sporen worden geproduceerd door basidia op het buitenoppervlak van de takken. In afzetting bekeken zijn de sporen lichtgeel. Microscopisch gezien hebben ze fijne longitudinale of schuine strepen die vaak samensmelten in een aderachtig netwerk. Ze variëren in vorm van ruwweg cilindrisch tot sigmoïde (gebogen zoals de letter "S"), en hun afmetingen zijn 12-16 bij 4-5 µm. Basidia hebben vier sporen (soms twee sporen) en zijn 59-82 bij 8-11 µm. De sterigmata (slanke uitsteeksels van de basidia die zich aan de sporen hechten) zijn 4–8 µm lang. Het hymenium en subhymenium (de weefsellaag direct onder het hymenium) zijn samen ongeveer 80 µm dik. De Hyfen die het subhymenium vormen, zijn met elkaar verweven, hebben een diameter van 2,5-4,5 µm, zijn dunwandig en zijn vastgeklemd.
De variëteit R. botrytis var. aurantiiramosa onderscheidt zich van de meer algemene variëteit door de oranje kleur van de bovenste takken. De variëteit compactospora heeft de neiging een meer uitgesproken wijnrode, paarse of roodachtige kleur te vertonen in de takpunten, en heeft kleinere sporen van 9,2–12,8 × 4–5,4 µm.

## Ecologie
De bloemkoolzwam groeit vooral in warmere beukenbossen, soms ook onder eiken of aan de randen van diverse loofbossen. Hij komt voor op matig verse tot verse, alkalische maar voedselarme bodems. De schimmel wordt vaker aangetroffen op kalk, kalkzand of kalkmergel, minder vaak op silicaat, steenslag of grind. in loof- en gemengde bossen, vooral onder beuken, van augustus tot november en is vrij zeldzaam. De vruchtlichamen verschijnen van augustus tot oktober, soms al in juli.

## Verspreiding
Het verspreidingsgebied is gematigd tot boreaal. Naast Europa is hij ook aangetroffen in Oregon in de Verenigde Staten. In Europa wordt de schimmel verspreid van Zweden tot Italië en van Frankrijk en Groot-Brittannië tot Polen. In Duitsland is de schimmel wijdverbreid, behalve in Saksen, waar de schimmel blijkbaar niet is aangetroffen, maar overal sterk afneemt.
In Nederland komt de soort zeldzaam voor. Hij staat Nederland op de Nederlandse Rode lijst in de categorie 'Bedreigd'.

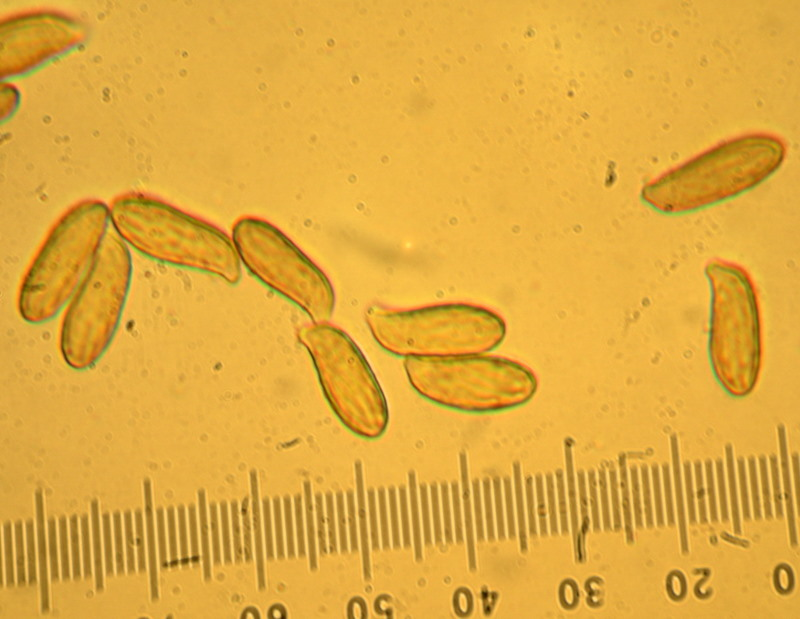
Sporen